# Вулиця Грушевського (Полтава)
Ву́лиця Груше́вського — одна з вулиць Полтави у Шевченківському районі міста. Пролягає від Київського шосе до виходу на вулицю Героїв АТО. Утворює перехрестя на межі вулиці Степового Фронту і  вулиці Мазепи, а також із вулицею Ігоря Дорошенка. До вулиці Грушевського прилучаються вулиця Грабчака і провулки Стешенка та Залізний. 
На вулиці міститься Полтавський нафтовий геологорозвідувальний технікум, бібліотека-філія для дітей №10, ВАТ «Елемент Шість», ринок «Мотель», ресторан «Диканька», супермаркети «Брусничка», «АТБ», Алмазне відділення ПАТ «Райффайзен Банк Аваль», відділення Приватбанку тощо.
Вулицю почали забудовувати в 1960-х роках, коли у зв'язку з побудовою Полтавського заводу штучних алмазів та алмазного інструменту виник новий житловий масив «Алмазний». Дістала сучасну назву в 1990-х.